# Светозар Маркович (футболіст)
Светозар Маркович (серб. Светозар Марковић / Svetozar Marković, нар. 23 березня 2000, Бієліна) — сербський футболіст, захисник чеського клубу «Вікторія» (Пльзень).
Виступав, зокрема, за клуб «Партизан», а також молодіжну збірну Сербії.

## Клубна кар'єра
Народився 23 березня 2000 року в місті Бієліна.
У дорослому футболі дебютував 2017 року виступами за команду «Партизан», у якій провів два сезони, взявши участь у 36 матчах чемпіонату. 
Своєю грою за цю команду привернув увагу представників тренерського штабу клубу «Олімпіакос», до складу якого приєднався 2019 року. Відіграв за клуб з Пірея наступний сезон своєї ігрової кар'єри.
Протягом 2020 року захищав кольори клубу «Лариса».
У 2020 році повернувся до клубу «Партизан» на орендних умовах. Цього разу провів у складі його команди один сезон.  Більшість часу, проведеного у складі «Партизана», був основним гравцем захисту команди.
З 2021 року знову, цього разу один сезон захищав кольори клубу «Олімпіакос». 
До складу клубу «Партизан» приєднався 2022 року. Станом на 20 липня 2024 року відіграв за белградську команду 50 матчів в національному чемпіонаті.

## Виступи за збірні
У 2015 році дебютував у складі юнацької збірної Сербії (U-16), загалом на юнацькому рівні взяв участь у 25 іграх, відзначившись одним забитим голом.
Протягом 2018–2021 років залучався до складу молодіжної збірної Сербії. На молодіжному рівні зіграв у 18 офіційних матчах, забив 1 гол.